# روسیه اروپایی
بخش اروپایی روسیه یا روسیه اروپایی بخشی از کشور روسیه است که در قاره اروپا واقع است. این بخش از روسیه، حدود ۲۵٪ از مساحت این کشور را در بر می‌گیرد. بخش اروپایی روسیه ۷۷٪ از جمعیت روسیه را در خود جای داده است (یعنی حدود ۱۱۰ میلیون نفر از ۱۴۴ میلیون نفر). بخش اروپایی روسیه، مساحتی در حدود ۴ میلیون کیلومتر مربع دارد. تراکم جمعیتی آن ۲۷٫۵ نفر به ازای هر کیلومتر مربع است.